# Radu Rebeja
Radu Rebeja (n. 8 iunie 1973, Chișinău, RSS Moldovenească, URSS) este un fost fotbalist internațional moldovean. În 2008 el și-a încheiat cariera de fotbalist și în prezent este vice-președintele Federației Moldovenești de Fotbal.
Radu Rebeja este cel mai selecționat jucător moldovean din toate timpurile, cu 74 de meciuri la echipa națională de fotbal a Republicii Moldova.
În martie 2015 a fost numit în funcția de consilier principal de stat al prim-ministrului Republicii Moldova Chiril Gaburici pe problemele de tineret și sport.
În 2018 este ales Secretar De Stat in Ministerul Edicatiei Culturii Sportului și Cercetării RM.
Din 2019 este deputat in Parlamentul Republicii Moldova.
În august 2019 a deschis o academie de fotbal, www.academiarebeja.md

## Viața personală
Radu Rebeja este căsătorit cu Ecaterina Turcan, și are doi baieți gemeni Danila și Nichita.

## Palmares
- Fotbalistul moldovean al anului: 2006